# Geert Winther

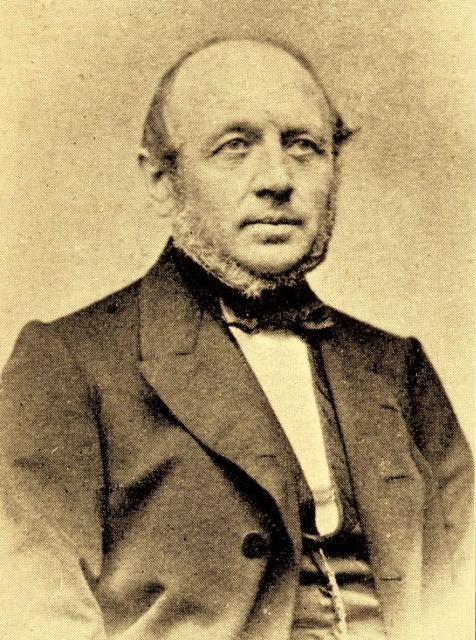
Geert Winther

Geert Henrik Winther, född 20 november 1813 i Hundslund vid Horsens, död 28 mars 1905, var en dansk politiker.
Winther blev 1840 teologie kandidat och tog 1846 magistergraden (med en avhandling om realskolorna). År 1848 valdes han till ledamot av den grundlagsstiftande riksförsamlingen och var 1850–1884 folketingsman (för en och samma krets) samt 1856–1863 dessutom medlem av riksrådet genom folketingets val. Han var en hängiven anhängare av Anton Frederik Tscherning och som dennes "adjutant" den egentlige ledaren för den grupp av ”bondevenner” (mest från Jylland), som anslöt sig till Tscherning. Detta fortsattes, sedan Tscherning 1866 lämnat riksdagen, tills gruppen 1870 gick upp i det Forenede Venstre. Winther utgick dock ur denna redan 1871 och stod sedan tämligen ensam, men bevarade dock stort personligt inflytande; han hade nästan oavbrutet plats i finansutskottet (sedan 1858) och var dessutom medlem av andra viktiga utskott.
Han ogillade alla ytterligheter och var en avgjord motståndare till "visnepolitiken" och Christen Bergs ledning. Han var ständigt fiende till De Nationalliberale och särskilt hätsk mot ämbetsmännen samt talade ivrigt för alla jylländska intressen. År 1851 stiftade han för mindre lantbrukare i Nørrejylland en inrättning för brandförsäkring av lösegendom ("Winthers brandkasse"), som under hans ledning till 1886 hade stor framgång, och 1855 en annan för brandförsäkring av fast egendom. Åren 1850–1884 utgav han "Nørrejydsk Tidende", länge Tschernings språkrör, och grundlade 1862 tillsammans med Tscherning och Lars Bjørnbak Jysk Folkeforening, vars ordförande han var till 1874.